# 傑雷利內 (科洛米奇哈市鎮)
49°24′41″N 37°57′5″E / 49.41139°N 37.95139°E
傑雷利內（羅馬化：Dzherelne），2016年前名為若夫特內韋（羅馬化：Zhovtneve，直译：「十月」），是位於烏克蘭東部盧甘斯克州斯瓦托韋區科洛梅奇哈市鎮的村莊。該村始建於1660年，面積1.67平方公里，海拔高度112米，2001年人口138。